# (16106) Carmagnola
(16106) Carmagnola est un astéroïde de la ceinture principale.

## Description
(16106) Carmagnola est un astéroïde de la ceinture principale. Il fut découvert le 12 novembre 1999 à la station Anderson Mesa par le programme LONEOS. Il présente une orbite caractérisée par un demi-grand axe de 2,33 UA, une excentricité de 0,05 et une inclinaison de 4,8° par rapport à l'écliptique.

## Compléments